# Magdyel Ugaz
Magdyel Olibama Ugaz del Castillo (Lima, 13 de julio de 1984) es una actriz y presentadora peruana. Dentro de sus varios trabajos en cine, teatro y televisión, es más conocida por su papel principal como Teresa Collazos en la serie de televisión Al fondo hay sitio, además del de Susana Chafloque en la serie de televisión De vuelta al barrio y de Ángela en la película Mariposa negra.

## Carrera
A los trece años, Ugaz entró a un taller de teatro en la Universidad Nacional de Ingeniería, presentado por el actor Reinaldo Arenas. Años más tarde, luego de pasar un casting, entró a formar parte del elenco de Mil Oficios, serie producida por Efraín Aguilar. En 2004 interpretó a la cantante folclórica Dina Páucar en la miniserie biográfica Dina Páucar, la lucha por un sueño.
En 2006, Ugaz protagonizó Mariposa negra junto a Melania Urbina, del director Francisco J. Lombardi. Por su participación en este filme, obtuvo el premio a Mejor actriz en el Festival Internacional Iberoamericano de Ceará. Este filme obtuvo el Premio Glauber Rocha a la mejor película latinoamericana en el Festival de Montreal, Mejor película peruana en el Festival de Cine de Lima. Además, fue nominado como Mejor película extranjera en los Premios Goya.
En 2004, participó en la obra teatral En el borde, junto a Lucho Cáceres.
También, en 2006, se integró al elenco de Vírgenes de la cumbia 2.
Desde 2009 hasta 2016, aparece en la serie de televisión Al fondo hay sitio con su papel estelar Teresa Collazos, más conocida como la "Teresita".
En 2010 participó en el musical La Jaula de las locas, como Jacqueline, bajo la dirección de Juan Carlos Fisher.
A inicios de 2012 filmó en Buenos Aires el filme peruano-italiano-argentino Diamond Santoro y la soga de los muertos.
Debutó como presentadora en la tercera temporada de Minuto para ganar en 2012 por América Televisión.
Integró el jurado de Pequeños gigantes (2013). En teatro, participó en la obra de comedia El apagón. Actuó en la película El elefante desaparecido estrenada en 2014.
Ugaz concursó en el reality show de baile El gran show: primera temporada conducido por Gisela Valcárcel, donde se retiró por problemas de salud. Un año después, el 8 de diciembre, se estrenó la película biográfica del futbolista Paolo Guerrero, Guerrero, la película, en la que interpreta el papel de la mamá de este futbolista, Doña Peta.
En 2017 protagoniza la telenovela Colorina por América Televisión. Al año siguiente, se integró al jurado del programa de imitaciones Yo soy, en donde compartió con la comediante y también actriz Katia Palma, la cantante y también presentadora Maricarmen Marín y el productor, escritor y director Ricardo Morán.
Desde el 2020 interpreta a Susana Chafloque en la teleserie De vuelta al barrio
En el año 2022, volvió con su papel de Teresa Collazos en la serie Al fondo hay sitio.

## Vida personal
En 2008, Ugaz admitió sufrir de síndrome de desgaste profesional. En 2011 reconoció que en su afán de bajar de peso llegó a sufrir de anorexia y bulimia, causado además por los comentarios de la prensa sobre su sobrepeso.

## Filmografía

### Televisión
| Año                 | Título                             | Rol                                                   |
| ------------------- | ---------------------------------- | ----------------------------------------------------- |
| 2001-2002           | Mil Oficios                        | Mariana Roca Palacios #1                              |
| 2003                | Habla barrio                       | Sara Vega                                             |
| 2004                | Dina Páucar, la lucha por un sueño | Dina Páucar                                           |
| 2004-2006/2008      | Así es la vida                     | Milagritos Espinoza                                   |
| 2007                | Los Jotitas                        | Dolores "Lola"                                        |
| 2007                | Vírgenes de la cumbia 2            | Lourdes "Lulu"                                        |
| 2007                | Yuru: La princesa amazónica        | Magdalena "Maki"                                      |
| 2008                | Calle en llamas                    | Tonka                                                 |
| 2009-2016 2022-2025 | Al fondo hay sitio                 | Teresa "Teresita" Collazos Camacho                    |
| 2012                | Minuto para ganar                  | Presentadora                                          |
| 2012                | América espectáculos               | Presentadora invitada                                 |
| 2013                | Pequeños gigantes                  | Juez                                                  |
| 2014                | La hora de los peques              | Presentadora                                          |
| 2015                | El gran show: primera temporada    | Concursante                                           |
| 2017-2018           | Colorina                           | Colorina / Fernanda Méndez Quiñones / Fabiola Almazán |
| 2018                | Yo soy                             | Jurado                                                |
| 2019                | Mujeres al mando                   | Presentadora                                          |
| 2020-2021           | De vuelta al barrio                | Susana "Susanita" Chafloque Meldedo                   |

### Películas
| Año  | Título                                   | Rol           |
| ---- | ---------------------------------------- | ------------- |
| 2006 | Mariposa negra                           | Ángela García |
| 2008 | Mañana te cuento 2                       | Secuestradora |
| 2009 | El premio                                | Teresa        |
| 2012 | Diamond Santoro y la soga de los muertos |               |
| 2014 | El elefante desaparecido                 |               |
| 2016 | Guerrero                                 | Doña Peta     |
| 2017 | Ceviche de tiburón                       |               |
| 2022 | Busco novia                              | Lucía         |
| 2022 | Encintados                               | Sofia         |

## Teatro
| Año       | Título                     | Rol        | Notas                   |
| --------- | -------------------------- | ---------- | ----------------------- |
| 2004      | En el borde                | Lara       | Teatro Mocha Graña      |
| 2007-2008 | La celebración             | Ana        | Teatro La Plaza         |
| 2008      | La china Tudela            | Yessenia   | Teatro La Plaza         |
| 2009      | Boeing boeing              | Janet      | Teatro Peruano Japonés  |
| 2010      | La jaula de las locas      | Jacqueline | Teatro Peruano Japonés  |
| 2010      | Los monólogos de la vagina |            |                         |
| 2013      | El apagón                  | Clea       | Teatro Luigi Pirandello |
| 2014      | Un hombre con dos jefes    |            | Teatro Luigi Pirandello |
| 2018-2019 | Dos más Dos                | Silvia     | Teatro Luigi Pirandello |

## Premios y nominaciones
| Año  | Premio                                         | Categoría          | Trabajo             | Resultado |
| ---- | ---------------------------------------------- | ------------------ | ------------------- | --------- |
| 2007 | Festival Internacional Iberoamericano de Ceará | Mejor actriz       | Mariposa negra      | Ganadora  |
| 2009 | Premios Luces de El Comercio                   | Mejor actriz de TV | Al fondo hay sitio  | Ganadora  |
| 2011 | Premios APDAYC 2010                            | Mejor actriz       | Al fondo hay sitio  | Nominada  |
| 2020 | Premios Luces de El Comercio                   | Mejor actriz de TV | De vuelta al barrio | Nominada  |